# Vernay (Rodan)
Vernay – miejscowość i gmina we Francji, w regionie Owernia-Rodan-Alpy, w departamencie Rodan.
Według danych na rok 1990 gminę zamieszkiwało 51 osób, a gęstość zaludnienia wynosiła 9 osób/km² (wśród 2880 gmin regionu Rodan-Alpy Vernay plasuje się na 1567. miejscu pod względem liczby ludności, natomiast pod względem powierzchni na miejscu 1460.).